# La verbena de la Paloma (película de 1921)
La verbena de la Paloma es una película española dirigida por José Buchs basada en la zarzuela homónima. Se convirtió en la primera película de éxito de la productora Atlántida SACE, la más importante en España durante los años 1920. Uno de los motivos del éxito de la película estuvo en la música utilizada en ella que fue de Tomás Bretón, usando la utilizada en la obra original, y de su propio hijo. El papel de Julián le fue encomendado a Florián Rey, por aquel entonces llamado Antonio Martínez, famoso en su faceta como actor y amigo del director que años más tarde comenzaría en la función de director.